# ブリタニー・ハワード
ブリタニー・ハワード（Brittany Howard、1988年10月2日 - ）は、アメリカ合衆国アラバマ州アセンズ出身のシンガーソングライター。アラバマ・シェイクスのボーカル、ギタリスト、ソングライターとして知られている。
2019年にソロアルバム『Jaime』をリリース。グラミー賞にはソロアーティストとして7回ノミネートされた他、アラバマ・シェイクスとして9回ノミネートされ4回の受賞を果たしている。

## 来歴

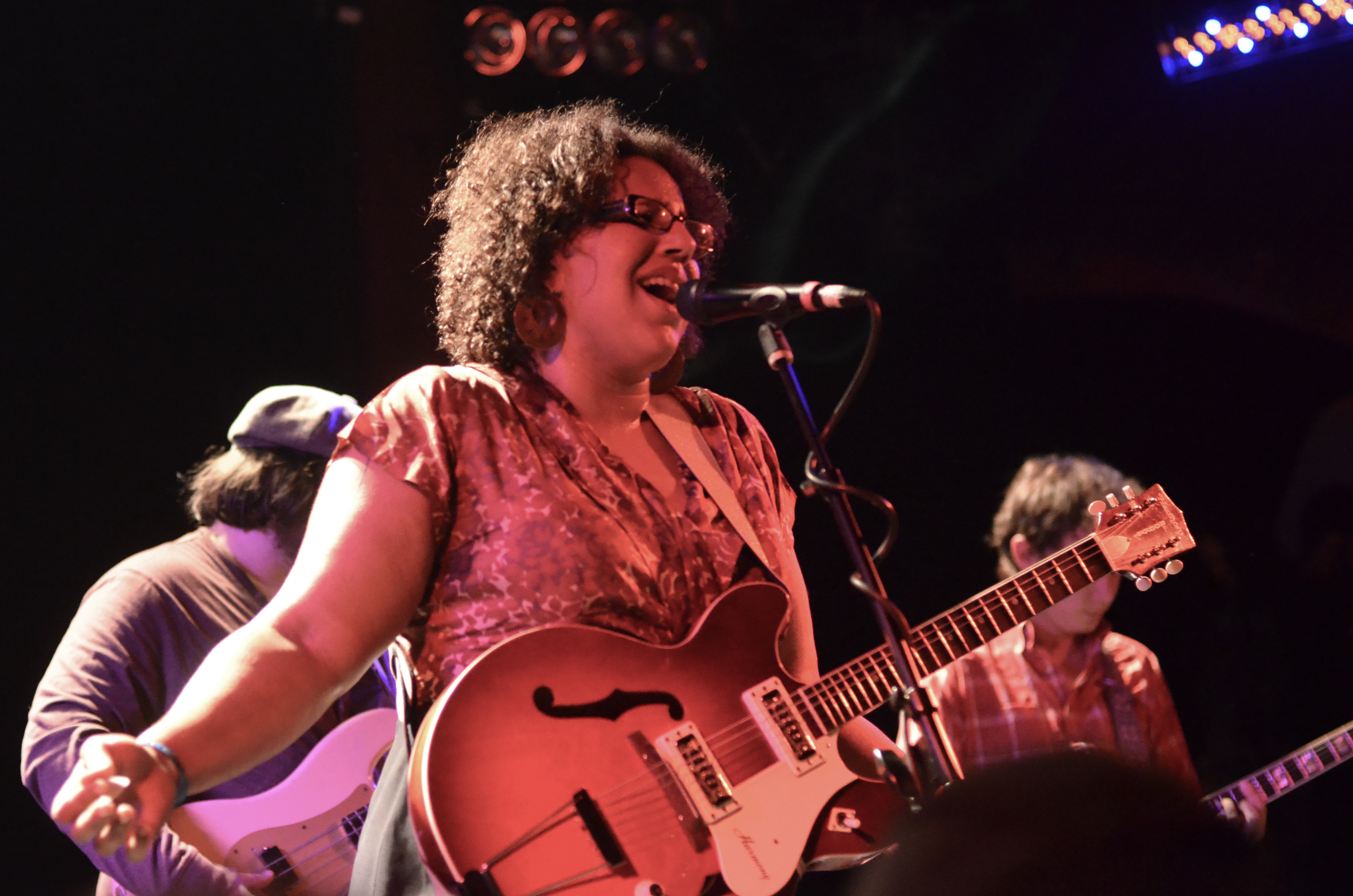
アラバマ・シェイクスのライブでのブリタニー・ハワード（2012年）

1988年10月2日、ブリタニー・ハワードはアラバマ州アセンズで白人の母とアフリカ系アメリカ人の父の間に生まれた。実家はガラクタ置き場にあり、落雷で全焼したこともある。1998年に網膜芽細胞腫で亡くなった姉のジェイミーから詩の書き方とピアノを習った。彼女の両親はその後すぐに離婚している。
13歳でギターを始め、イースト・ライムストーン高校でアラバマ・シェイクスのベーシストとなるザック・コックレルと出会う。アラバマ・シェイクスとして成功するまでは郵便局で働いていた。
2009年からアラバマ・シェイクスとして活動を始め大きな成功を収めるも、2018年に活動を休止した。
2017年、ジェシー・ラフサーとベッカ・マンカリとのバンド、バミューダ・トライアングル（Bermuda Triangle）にシンガーとして参加する。
2019年9月20日、ソロ・デビュー・アルバム『Jaime』をリリースする。アルバムは高い評価を受け第63回グラミー賞で5部門にノミネートされた。

## 音楽性

### 影響を受けたアーティスト
ブリタニー・ハワードは影響力を受けたアーティストとして、Led Zeppelin、Sister Rosetta Tharpe、Prince、Curtis Mayfield、David Bowie、Mavis Staples、Tom Waits、Björk、Gil Scott-Heron、Freddie Mercury、Tina Turnerなどを挙げている。

## 人物

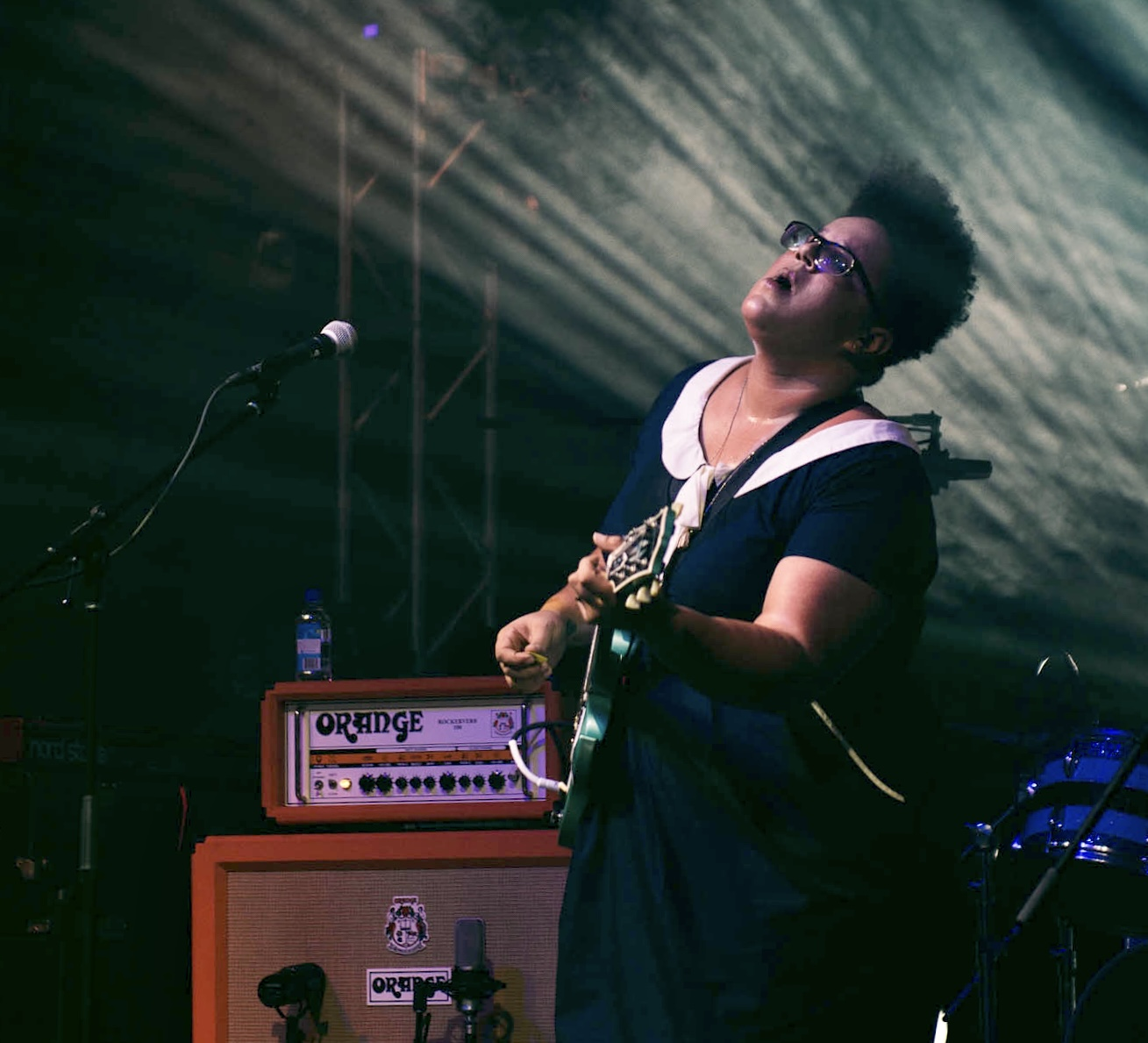
アラバマ・シェイクスのライブでのブリタニー・ハワード（2014年）

ブリタニー・ハワードは25歳の時にレズビアンであることをカミングアウトした。2018年、バミューダ・トライアングル・バンドのバンドメイトであるジェシー・ラフサーと結婚した。

## ディスコグラフィ
ソロ・アルバム
- Jaime (2019年)
- What Now(2023年)